# Gophère polyphème
Gopherus polyphemus
Pour les articles homonymes, voir Polyphème (homonymie).
Espèce
Synonymes
- Testudo polyphemus Daudin, 1801
- Testudo depressa Cuvier, 1829
- Testudo gopher Gray, 1844
- Gopherus praecedens Hay, 1916

Statut de conservation UICN

 VU A1acde : Vulnérable
Statut CITES
Gopherus polyphemus est une espèce de tortues de la famille des Testudinidae. En français elle est appelée Gophère polyphème ou Tortue gaufrée

## Répartition
Cette espèce est endémique des États-Unis. Elle se rencontre en Floride, en Géorgie, en Caroline du Sud, en Alabama, au Mississippi et en Louisiane.

## Habitat
Ses habitats préférés sont les forêts de pins, les prairies sèches et les dunes de sable. Connue pour ses capacités d'excavation (à l'instar des autres tortues du genre Gopherus), elle y creuse des terriers pouvant atteindre 12 mètres de long et 3 mètres de profondeur. Ces terriers la protègent des aléas climatiques, des incendies de forêt ainsi que des prédateurs. Ils constituent également un refuge pour plus de 350 autres espèces animales, dont les opossums, les lapins et les serpents.

## Description
Cette tortue terrestre mesure de 107 à 240 mm. Elle hiberne de fin octobre à fin mars à début avril.
Cette tortue terrestre ressemble à ses cousines aquatiques, mais ne sait en revanche pas nager.

## Reproduction
Lors de la parade nuptiale, le mâle tourne autour de la femelle en hochant la tête puis cherche à mordre les pattes de celle-ci pour l'immobiliser.
La ponte a lieu généralement entre avril et juillet, avec le plus souvent de 4 à 7 œufs par ponte (record: 25). La durée d'incubation varie de 80 à 110 jours dans la nature.

## Alimentation
La Gophère polyphème est herbivore. Elle consomme une large gamme de plantes, mais se nourrit principalement de graminées à feuilles larges et de légumineuses. Elle mange également des champignons ainsi que des fruits. 

## Galerie

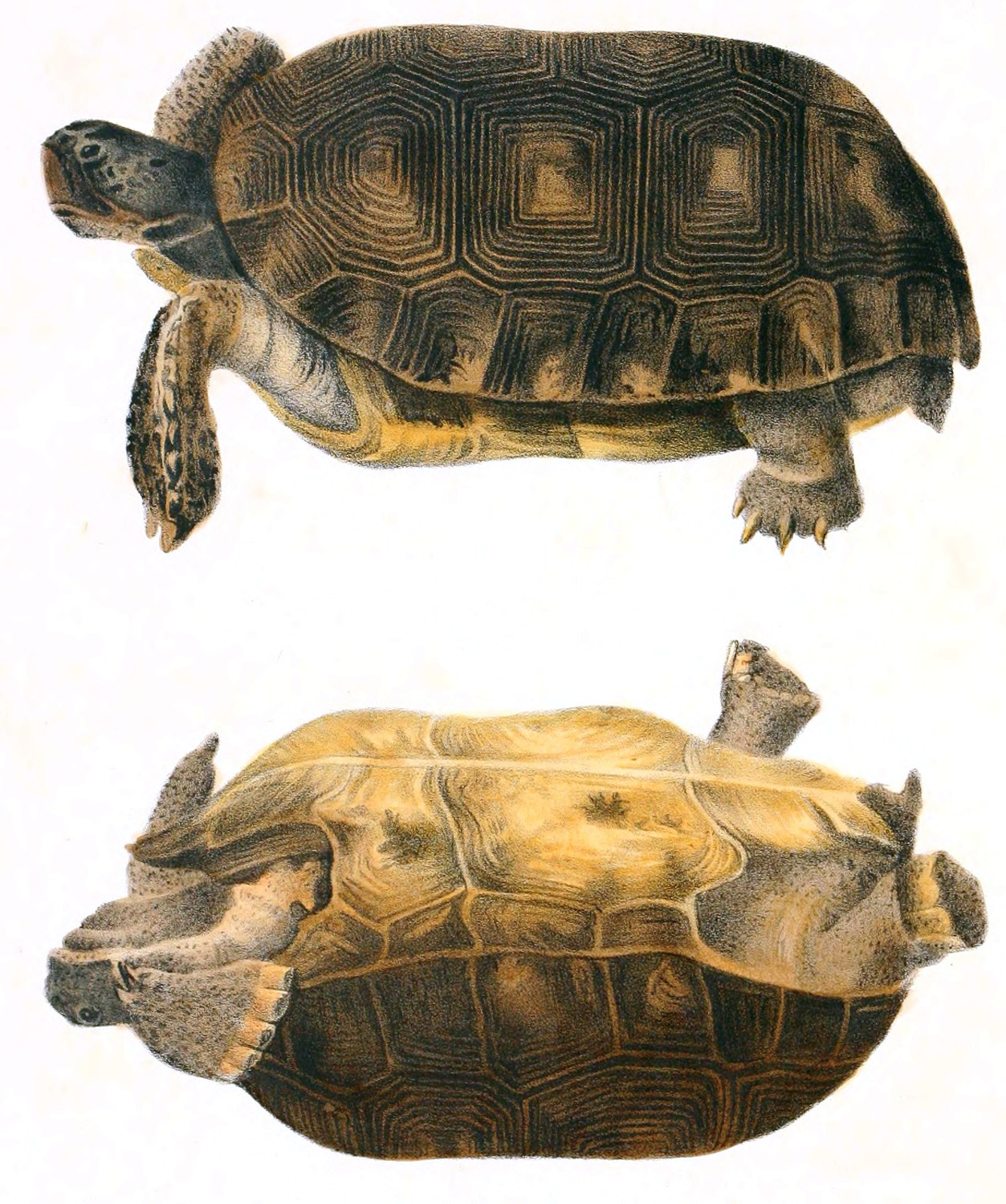
Gopherus polyphemus

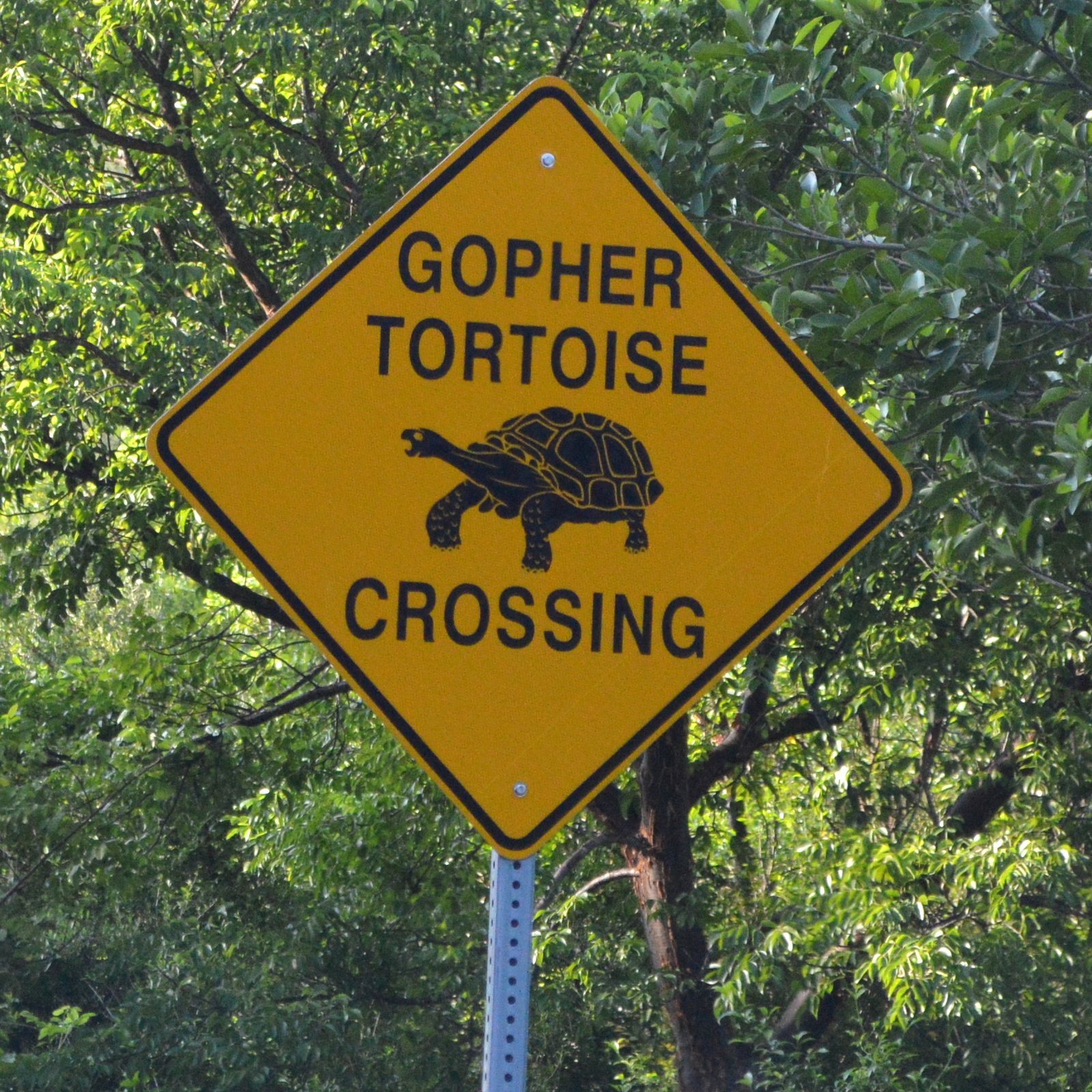
Panneau routier en Floride
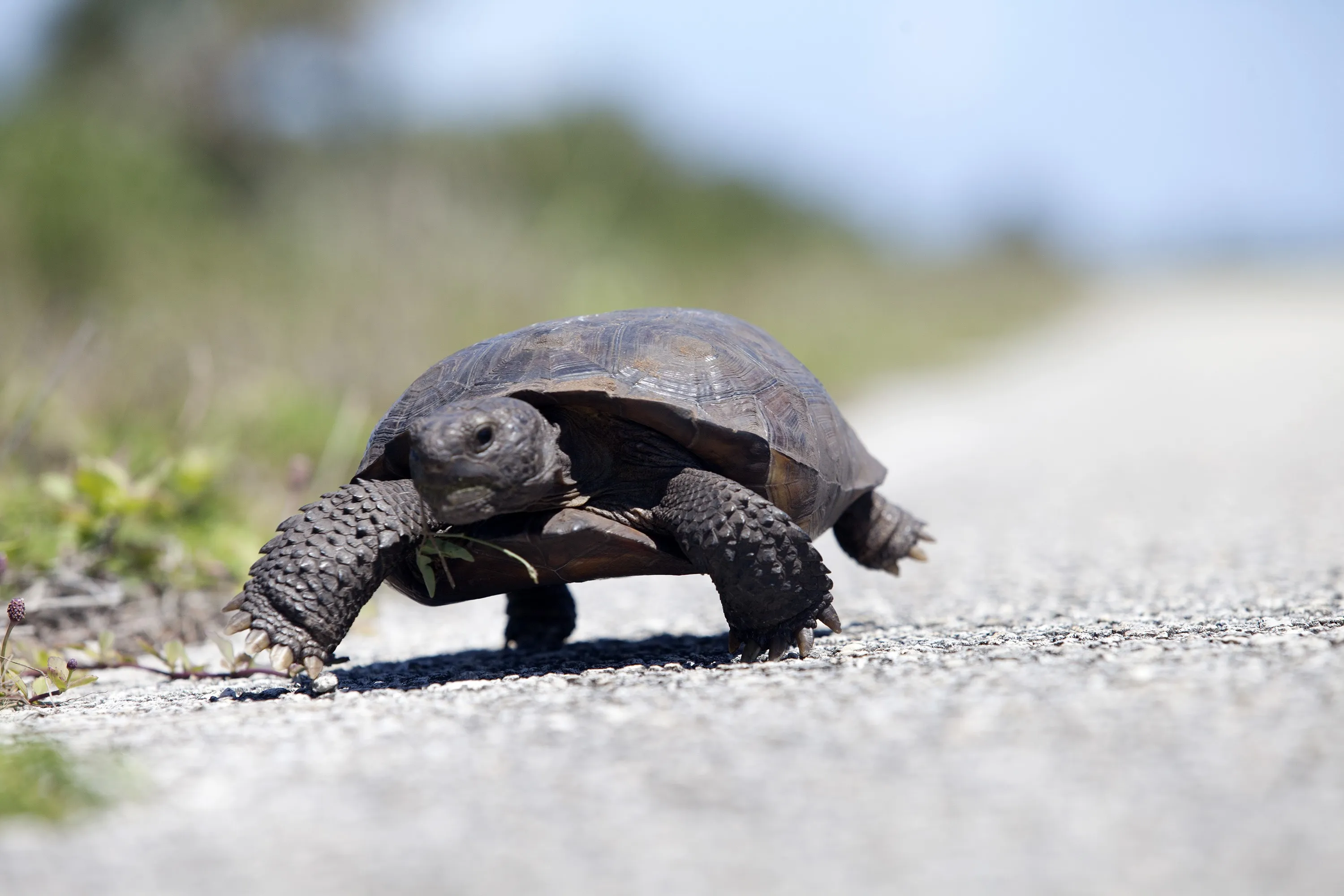
Cette tortue Gophère  Polyphème déambule le long de la route de plage de la rampe de lancement 39B du centre spatial Kennedy de la NASA en Floride[5].
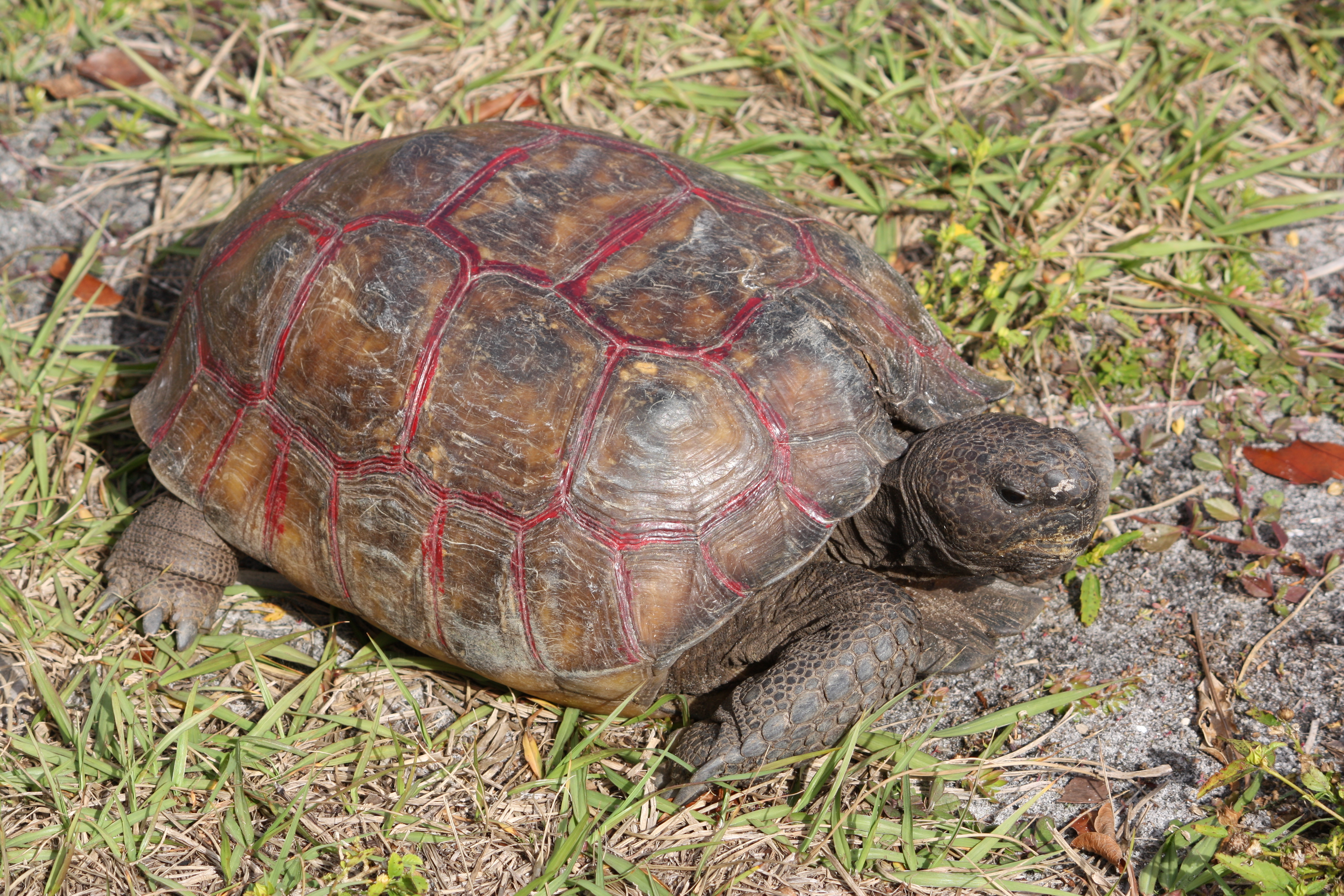
Gopherus polyphemus

## Publication originale
- Daudin, 1801 : Histoire Naturelle, Générale et Particulière des Reptiles; ouvrage faisant suit à l'Histoire naturelle générale et particulière, composée par Leclerc de Buffon; et rédigée par C.S. Sonnini, membre de plusieurs sociétés savantes, vol. 2, F. Dufart, Paris, p. 1-432 (texte intégral).